# 零ベクトル
零ベクトル（ゼロベクトル、れいベクトル）あるいはゼロベクトルとは、ベクトルの加法においての単位元。直感的な理解においては大きさが0で向きを持たないベクトル。
太字で0（あるいは黒板太字)と表される。主に高校数学においては{\displaystyle {\vec {0}}}のように上に矢印を置いて表されることがある。もちろん通常のベクトルのように要素を直接表記する場合もあり、例えば(1 -1)T+(-1 1)Tの解である(0 0)Tは零ベクトルの一つ。